# تلفزيون الأزتيكا
الأزتيك أو  تلفزيون الأزتيكا هي مجموعة متعدد الوسائط مملوكة من قبل مجموعة ساليناس، ومن المعروف أنها من عمالقة شركات وسائل الإعلام في العالم،[بحاجة لمصدر] حيث أنها ثاني أكبر شركة في هذا المجال في المكسيك بعد تيلفيزا، تأسست الشركة سنة 1993، ويقع مقرها في مكسيكو سيتي، ولديها العديد من القنوات التلفزيونية التي تتوزع من الولايات المتحدة لتصل حتى 13 بلداً في وسط وجنوب الأمريكتين، وقد دخلت اعتباراً من 2011 في منافسة مع شركة تيلفيزا.